# غرطر كهرماني
غرطر كهرماني (الاسم العلمي:Thamnophis fulvus) هو نوع من الزواحف يتبع جنس الغرطر من فصيلة الأحناش.